# Slavjanski bazar

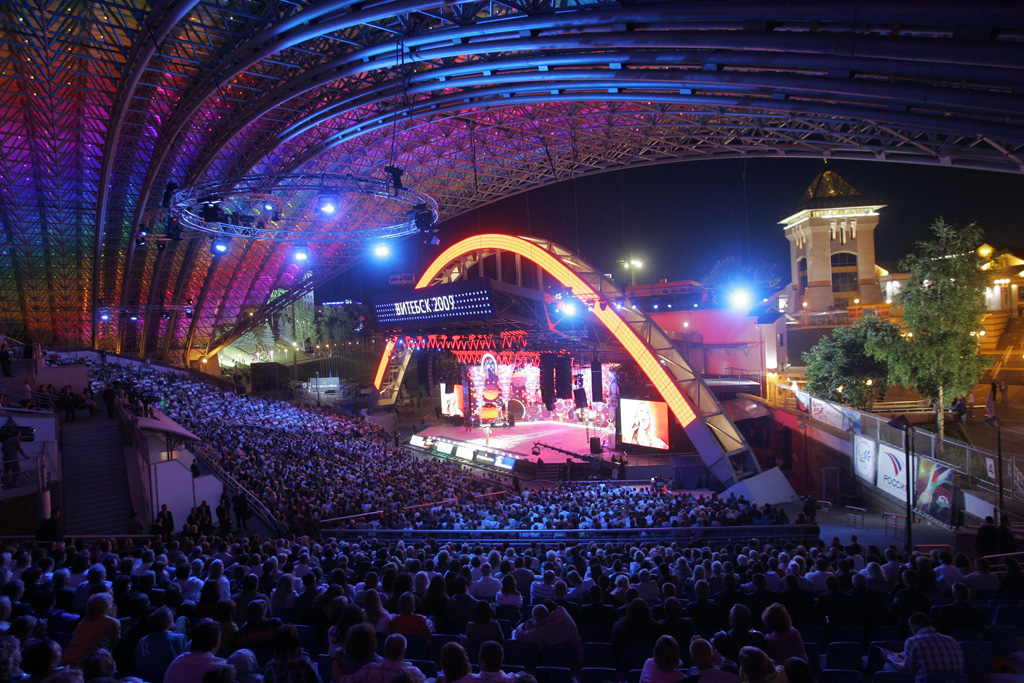
Slavjanski bazar roku 2009

Mezinárodní festival umění „Slovanský bazar ve Vitebsku“ (bělorusky: Міжнародны фестываль мастацтваў «Славянскі бажускі бажусар у броция ний фестиваль мистецтв «Слов'янський базар у Вітебську») je hudební festival, který se koná každé léto v běloruském Vitebsku, v místním Letním amfiteátru. Vznikl roku 1992. Hlavní program je věnován především hudbě slovanských národů, ale vystupují i hosté ze zemí neslovanských a několikráte již hlavní soutěž i vyhráli. Mezi vítězi najdeme reprezentanty Ukrajiny, Srbska a Černé Hory, Izraele, Severní Makedonie, Ruska, Běloruska, Litvy, Chorvatska, Polska, Mexika, Kazachstánu, Rumunska a Arménie. K nejznámějším vítězům patří Ukrajinka Ruslana (1996), Srb Željko Joksimović (1999) nebo Makedonec Toše Proeski (2000). Za prvních 20 let existence festivalu na něm zpívali zástupci 68 zemí. Předchůdcem akce byl Festival polské písně ve Vitebsku (polsky: Festiwal Piosenki Polskiej w Witebsku). Vitebsk byl vybrán jako hostitel festivalu na základě dohod s polským městem Zielona Góra, kde se od roku 1965 naopak konal Svátek sovětské písně (polsky: Festiwal Piosenki Radzieckiej). Konaly se ale pouze dva ročníky, v letech 1988 a 1990. První Slavianski bazar byl zahájen 18. července 1992. Uspořádala ho běloruská vláda s finanční podporou Ruska a Ukrajiny. V roce 1993 se festival stal členem Mezinárodní federace festivalových organizací (FIDOF). Součástí festivalu je i soutěž pro mladé zpěváky. 